# Muzeum Powstań Śląskich w Świętochłowicach
Muzeum Powstań Śląskich – muzeum z siedzibą w Świętochłowicach. Placówka jest miejską jednostką organizacyjną, a jej siedzibą jest budynek dawnej siedziby zarządu dóbr ziemskich Donnersmarcków przy ul. Polaka 1, wybudowany w 1907 roku według projektu Emila i Georga Zillmannów.

## Historia
Muzeum zostało powołane do życia uchwałą Rady Miejskiej w Świętochłowicach z dnia 18 lipca 2012 roku, w wyniku przekształcenia istniejącego dotychczas Muzeum Miejskiego w Świętochłowicach. Do jego zadań należy ochrona dóbr dziedzictwa, dotyczących dziejów Powstań Śląskich oraz historii miasta Świętochłowice. W 2013 roku rozpoczęto prace przy remoncie i adaptacji budynku; były one realizowane przy udziale środków z Śląskiego Regionalnego Programu Operacyjnego na lata 2007–2013. Koszt realizacji wyniósł 9,5 mln zł, w tym ponad 7,7 mln zł ze środków UE. Dla zwiedzających placówka została otwarta w dniu 18 października 2014 roku. W uroczystości otwarcia uczestniczyli m.in. abp Wiktor Skworc, prof. Jerzy Buzek oraz Elżbieta Bieńkowska. W 2018 roku Muzeum zostało laureatem Nagrody im. Wojciecha Korfantego, w 2019 Śląską Nagrodą im. Juliusza Ligonia.

### Dyrektorzy
- 2012–2014 – Iwona Szopa
- 2014–2020 – Halina Bieda
- 2020–2021 – Iwona Szopa
- 2021–2024 – Andrzej Drogoń
- 2024-2025 – Iwona Szopa
- od 2025 - Jan Planta (p.o.)

## Działalność wystawienniczo-popularyzatorska
Ekspozycja muzealna mieści się na trzech kondygnacjach budynku (parter, I i II piętro oraz antresola). Posiada multimedialny charakter i ułożona jest chronologicznie: począwszy od wystawy „Świętochłowice A.D. 1919”, poprzez kolejne powstania oraz plebiscyt po ukazanie walk powstańczych oraz konsekwencji śląskich zrywów. Do aranżacji wystawowych wnętrz użyto m.in. eksponatów z Muzeum Miejskiego.
Muzeum jest placówką całoroczną, czynną codziennie (w poniedziałki nieczynne). Wstęp jest płatny (poza niedzielami, gdy jest bezpłatny).